# Huawei U8150
L'U8150 è uno smartphone di tipo candy bar della famiglia IDEOS prodotto dalla cinese Huawei e commercializzato in Italia a partire dalla fine del 2010 inizialmente con il marchio Vodafone e in seguito anche da Wind.

## Nomi alternativi
- Huawei Ideos
- Vodafone Ideos
- Huawei Comet
- T-Mobile Comet

(variano a seconda del paese di distribuzione od operatore di distribuzione)

## Software

### Sistema operativo
Il dispositivo supporta il sistema operativo Android 2.2 (Froyo), un sistema di tipo open source sviluppato da Google a partire dal kernel Linux. Il sistema non risulta contaminato da personalizzazioni apportate dagli operatori (fatta eccezione per poche applicazioni Vodafone proprietarie) che commercializzano il dispositivo, e si presenta dunque  nella sua forma originale. Sono incluse l'applicazione del market Android, le applicazioni di sistema marchiate Google, e quelle di alcuni social network.
Huawei ha reso disponibile l'aggiornamento al sistema 2.2.1 per il dispositivo, che tra le altre cose, implementa anche il multitouch per gli schermi prodotti dalla Synaptics. Il dispositivo è supportato ufficialmente dalla famosa custom ROM CyanoGenMod 7.2; sono presenti delle ROM basate su Jelly Bean ma al momento nessuna è stabile al 100%.

### Interfaccia
Essendo il dispositivo non oggetto di alcuna personalizzazione da parte dei marchi commercializzanti, l'interfaccia predefinita è quella base che Google preimposta su ogni singolo dispositivo prima di consegnarlo ai rivenditori (Vanilla Android). L'interfaccia è costituita da tre componenti principali:
- Schermate Home: si tratta di 6 schermate scorrevoli orizzontalmente e personalizzabili a proprio piacere con widgets, scorciatoie per applicazioni e cartelle. Lo sfondo (scorrevole insieme alle schermate), è modificabile con foto, sfondi predefiniti o sfondi animati. Alla base delle schermate inoltre vi è il classico dock a tre pulsanti (telefono/menu/browser), ai cui lati sono rappresentati 4 punti che identificano la schermata visualizzata (la pressione prolungata del tasto menu apre le anteprima di tutte le schermate in miniatura).
- Menu: scorrevole verticalmente, a unica schermata; vi sono rappresentate tutte le applicazioni in ordine alfabetico su sfondo nero. Non è modificabile l'ordine di visualizzazione delle icone.
- Barra notifiche: si presenta nella parte alta dello schermo, è possibile espanderla trascinandola verso il basso, ed elenca le notifiche riguardanti le funzioni del telefono (chiamate perse, nuovi messaggi e e-mail), gli avvisi di sistema quali aggiornamenti disponibili e le icone informative per la batteria, la vibrazione, l'orario e la ricezione.

### Root
Come tutti gli altri dispositivi che montano il sistema operativo Android, il telefono viene venduto con delle "limitazioni" impostate da Google a scopo preventivo per garantire l'integrità e la stabilità del sistema. Attraverso specifiche applicazioni è possibile praticare il root, attraverso il quale è possibile superare le limitazioni impostate di default trasformando l'utente da semplice user in  superuser,  acquisendo la qualità di amministratore di sistema potendo operare liberamente su tutti i file di sistema.

## Hardware

### Scocca
La scocca del dispositivo è quasi interamente in plastica, fatta eccezione per la cover a scorrimento posteriore che custodisce il vano batteria, di gomma. Quest'ultima inoltre è disponibile in plastica antigraffio nei colori azzurro, giallo e rosa.

### Sensori
L'U8150 possiede i seguenti sensori:
- Accelerometro capacitivo: serve ad adattare automaticamente l'orientamento delle visualizzazioni sullo schermo in base alla posizione orizzontale o verticale del dispositivo;
- Sensore di luminosità: regola il livello di luminosità dello schermo in base a quella dell'ambiente;
- Sensore di prossimità a infrarossi: oscura lo schermo quando il telefono è posto vicino all'orecchio per evitare di sfiorare involontariamente lo schermo touch durante la conversazione;
- Bussola digitale: indica la direzione del nord rispetto alla posizione del dispositivo;
- GPS;